# Har Saggi
Har Saggi (hebreiska: הר שגיא) är ett berg i Israel.   Det ligger i distriktet Södra distriktet, i den södra delen av landet. Toppen på Har Saggi är 975 meter över havet.
Terrängen runt Har Saggi är huvudsakligen kuperad, men åt nordost är den platt. Runt Har Saggi är det ganska glesbefolkat, med 42 invånare per kvadratkilometer. Det finns inga samhällen i närheten. Trakten runt Har Saggi är ofruktbar med lite eller ingen växtlighet.